# Parameras De Pozondón
Parameras De Pozondón este o arie protejată (arie de protecție specială avifaunistică — SPA) din Spania întinsă pe o suprafață de 2.461,04 ha, integral pe uscat.

## Localizare
Centrul sitului Parameras De Pozondón este situat la coordonatele 40°34′54″N 1°28′18″W / 40.5818°N 1.47169°V.

## Înființare
Situl Parameras De Pozondón a fost declarat arie de protecție specială avifaunistică în iulie 2001 pentru a proteja 25 de specii de animale.

## Biodiversitate
Situată în ecoregiunea mediteraneană, aria protejată nu include niciun habitat protejat.
La baza desemnării sitului se află mai multe specii protejate de  păsări (25): ciocârlie-de-câmp (Alauda arvensis), fâsă-de-câmp (Anthus campestris), lăstunul mare (Apus apus), pasărea ogorului (Burhinus oedicnemus), ciocârlie-cu-degete-scurte (Calandrella brachydactyla), caprimulg (Caprimulgus europaeus), Chersophilus duponti, prepeliță (Coturnix coturnix), lăstun de casă (Delichon urbica), cinteză (Fringilla coelebs), Galerida theklae, rândunică (Hirundo rustica), sfrâncioc cu cap roșu (Lanius senator), ciocârlie de pădure (Lullula arborea), privighetoare (Luscinia megarhynchos), mierlă de piatră (Monticola saxatilis), pietrar mediteranean (Oenanthe hispanica), pietrar sur (Oenanthe oenanthe), pitulice de munte (Phylloscopus bonelli), Pterocles orientalis, Pyrrhocorax pyrrhocorax, Sylvia conspicillata, silvie de tufiș (Sylvia undata), sturzul de vâsc (Turdus viscivorus), pupăză (Upupa epops).
Pe lângă speciile protejate, pe teritoriul sitului au mai fost identificate 3 specii de plante, 18 specii de păsări, 5 specii de amfibieni, 3 specii de mamifere.